# Fundação Rei Faisal
A Fundação Rei Faisal ou Fundação Rei Faiçal foi fundada em 1976 , pelos filhos do Rei Faiçal da Arábia Saudita.
Trata-se de uma fundação filantrópica dirigida pelo príncipe Khalid Alfaisal.
A fundação criou o Prémio Internacional Rei Faisal com a finalidade de distinguir todos aqueles se tornaram notórios pelas suas ações em determinados campos como:
- Ao serviço do Islão
- Estudos Islâmicos
- Língua e literatura árabe
- Ciência
- Medicina